# Friedelsheim
Friedelsheim település Németországban, Rajna-vidék-Pfalz tartományban. Lakosainak száma 1412 fő (2023. december 31.).

## Népesség
A település népességének változása:
| Lakosok száma | 1061 | 1445 | 1441 | 1456 | 1430 | 1412 |
|               | 1975 | 2017 | 2019 | 2021 | 2022 | 2023 |